# Бре, Маттеус ван
Маттеус Игнатиус ван Бре (22 февраля 1773 — 15 декабря 1839) — нидерландский и бельгийский художник, скульптор и архитектор.

## Биография
Маттеус Игнатиус ван Бре родился в Антверпене, с 10 лет учился в художественной академии в родном городе. Одним из его учителей был Петрус Йоханнес ван Регемортер. Он стал доцентом в Академии и получил свою собственную студию в 1794 году. Он уехал в Париж в 1797 году, где учился у Франсуа-Андре Венсана. В том же году он участвовал в парижском салоне.  Он вернулся на родину в 1804 году. Был автором многочисленных картин на историческую тематику, высоко оценённых авторитетными современниками, и быстро стал одним из уважаемых художников Фландрии своего времени, но не добился успеха у широкой публики.
В 1820 году он был назначен преподавателем Академии изящных искусств Антверпена (см. «Royal Academy of Fine Arts»  (англ.)), а в 1827 году — её ректором, занимая эту должность до самой смерти. Был также членом ряда академий в Амстердаме, Риме, Мюнхене и Нью-Йорке, равно как и учителем многих бельгийских художников и скульпторов. Среди известных учеников часто называют Жана Батиста де Кёйпера.
Его младший брат Филипп Жак ван Бре (1786—1871) также стал художником; причём его первым учителем был старший брат.

## Галерея

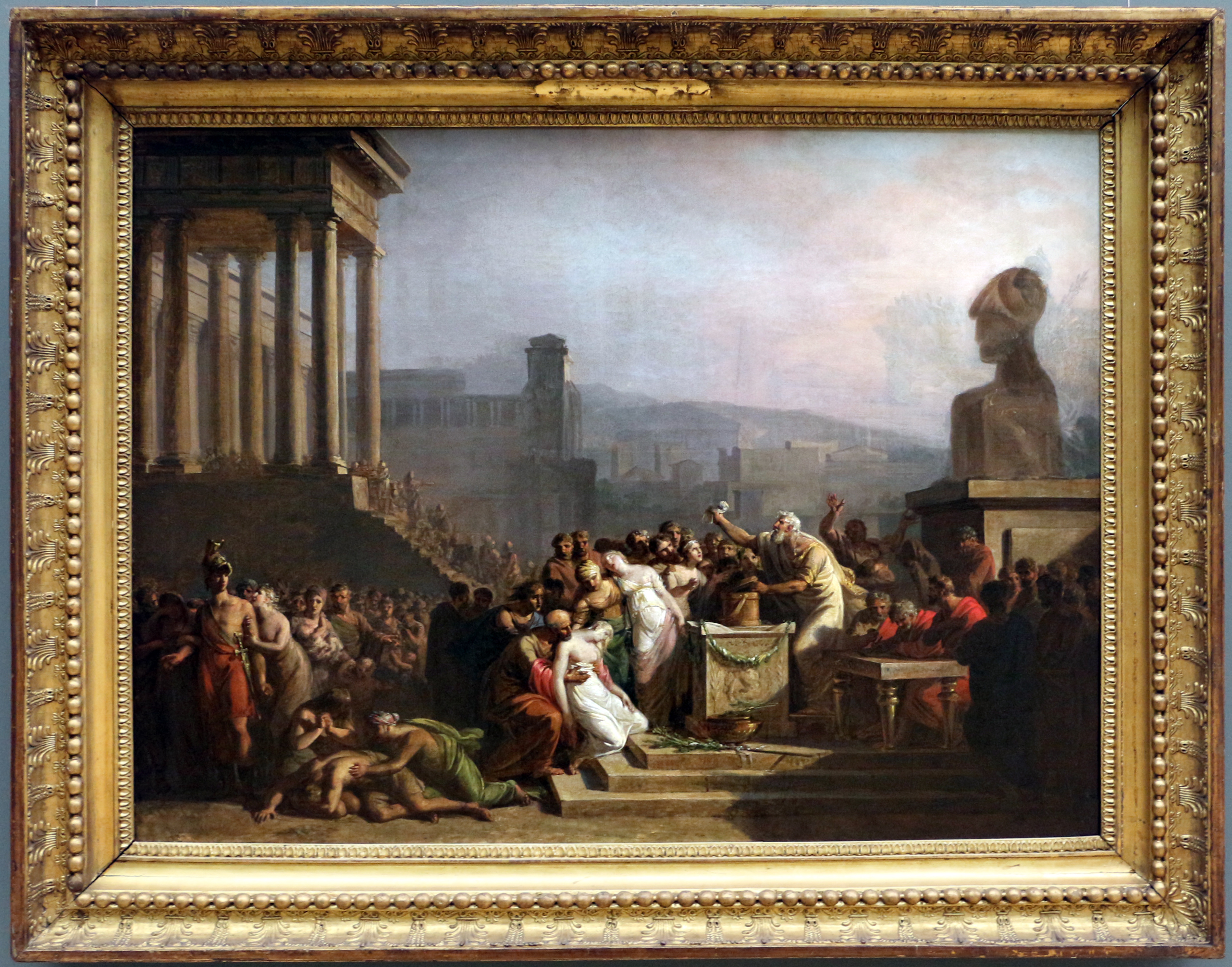
Выбор жертв для Минотавра
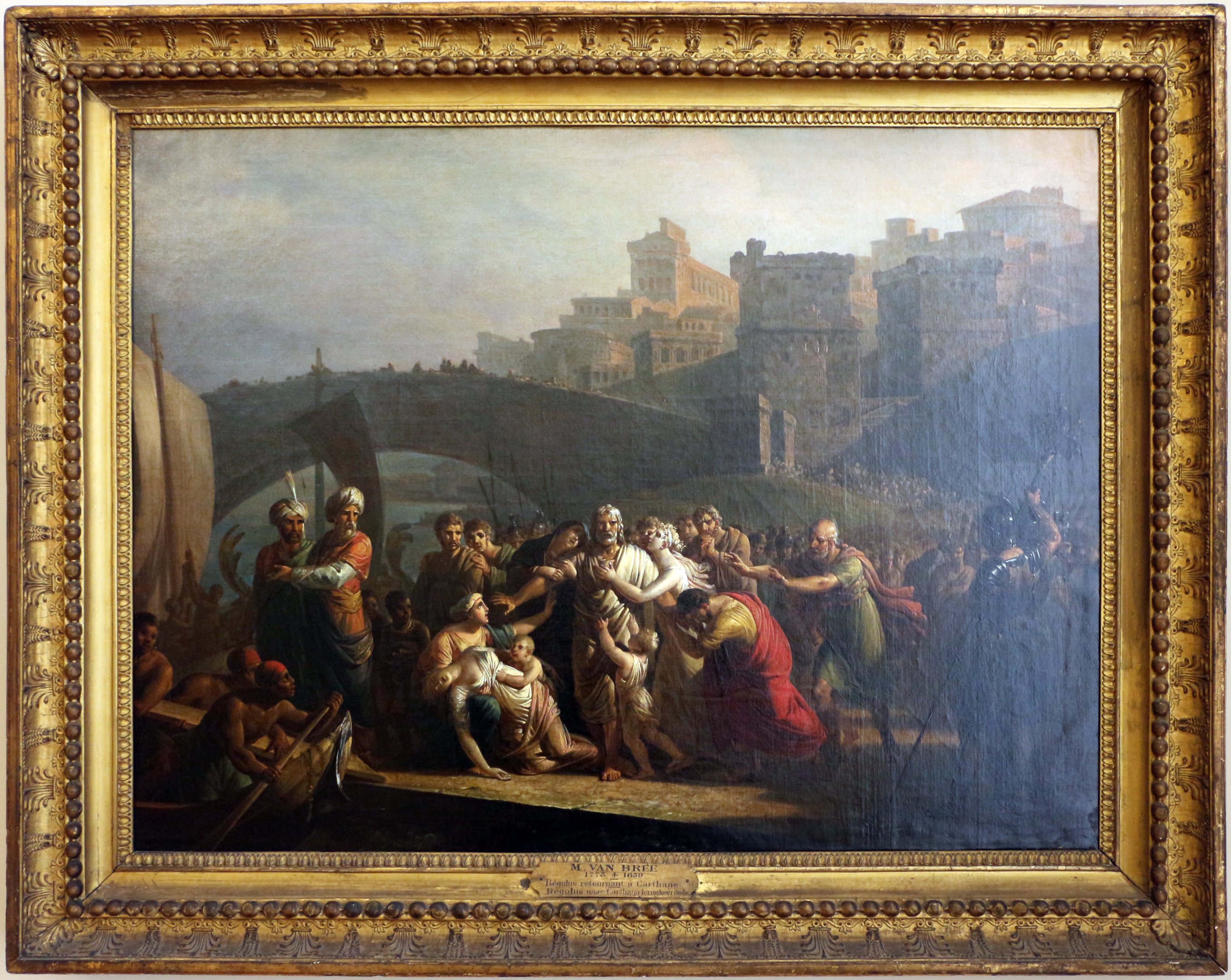
Регул возвращается в Карфаген
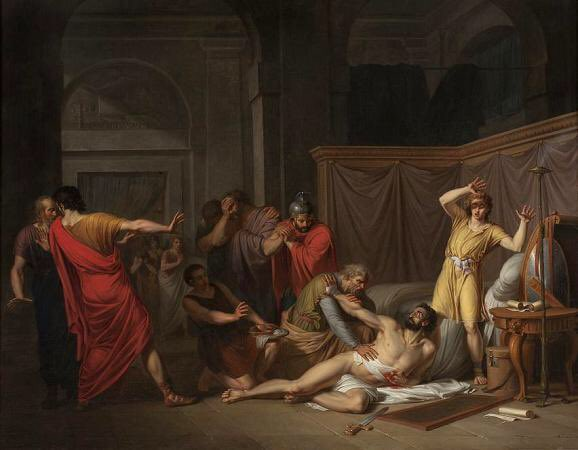
Самоубийство Катона Утического в 46 году до нашей эры
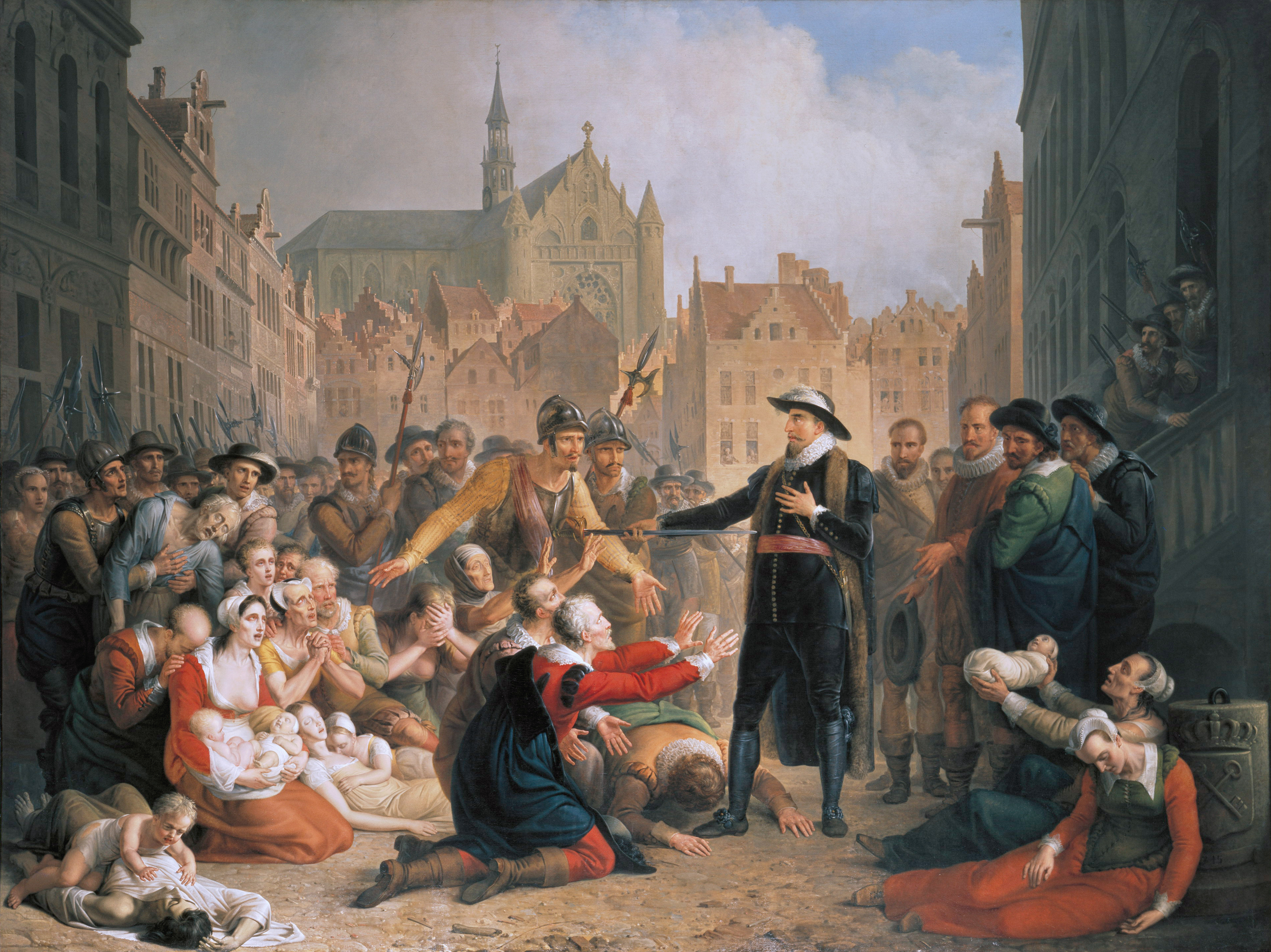
Самопожертвование бургомистра Лейдена Питера ван дер Верффа во время осады города испанцами в 1574 году
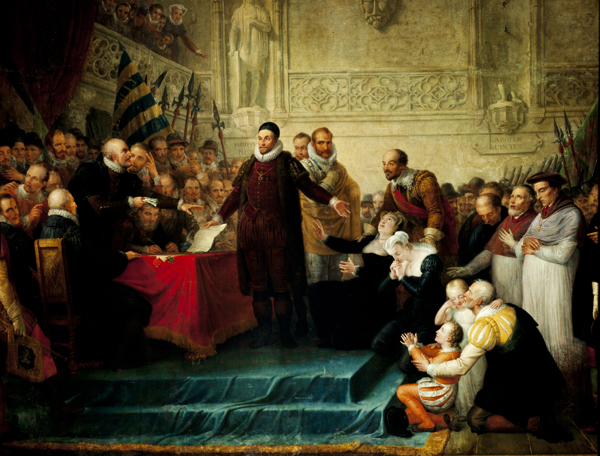
Вильгельм I Оранский спорит с гентскими кальвинистами (руководителями Кальвинистской республики Гента) в 1578 году
Богатая семья современников художника, подающая милостыню в парке бедной семье.
Визит Наполеона в Амстердам в 1811 году
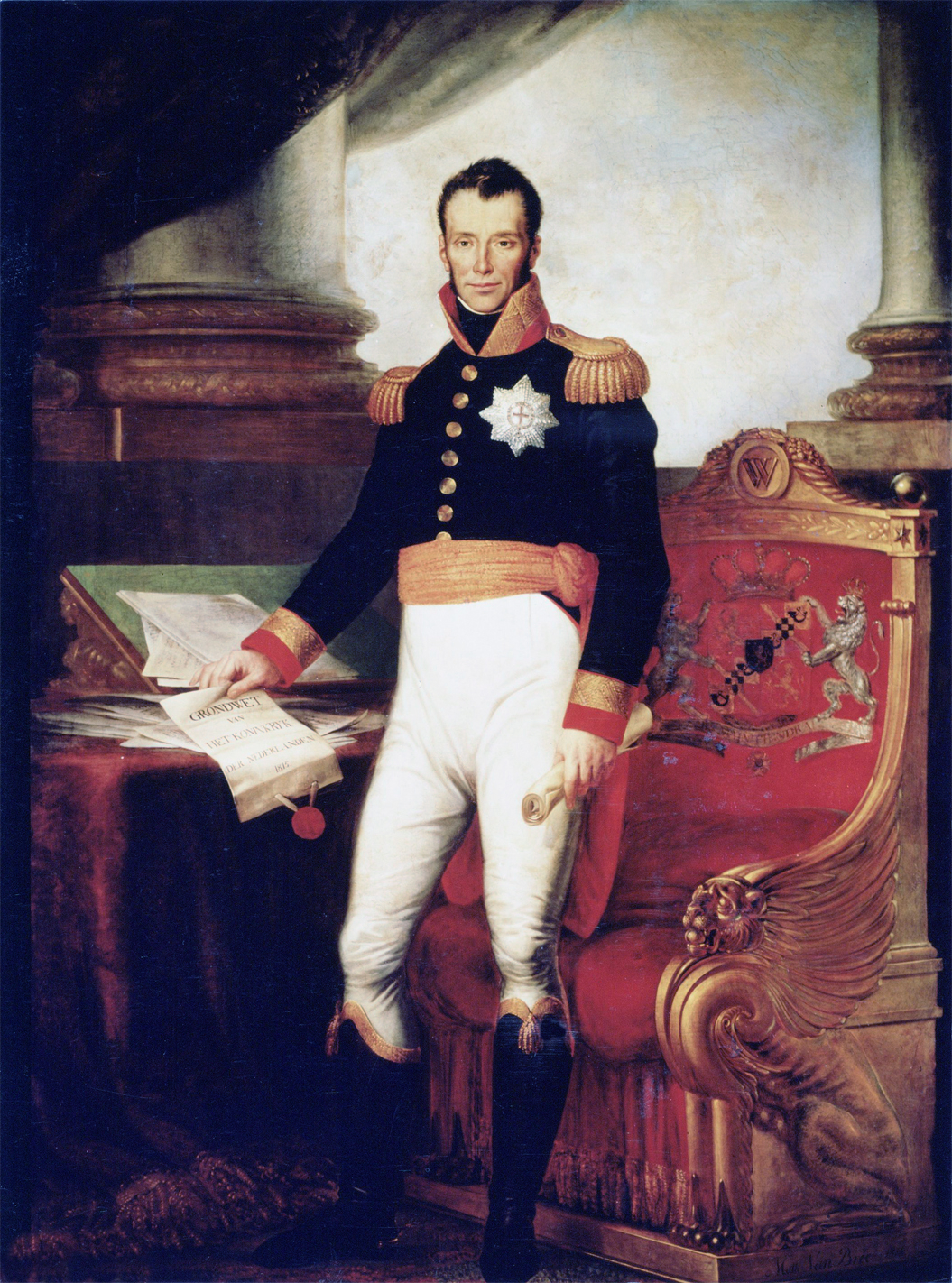
Король Нидерландов (с 1814 года) Виллем I
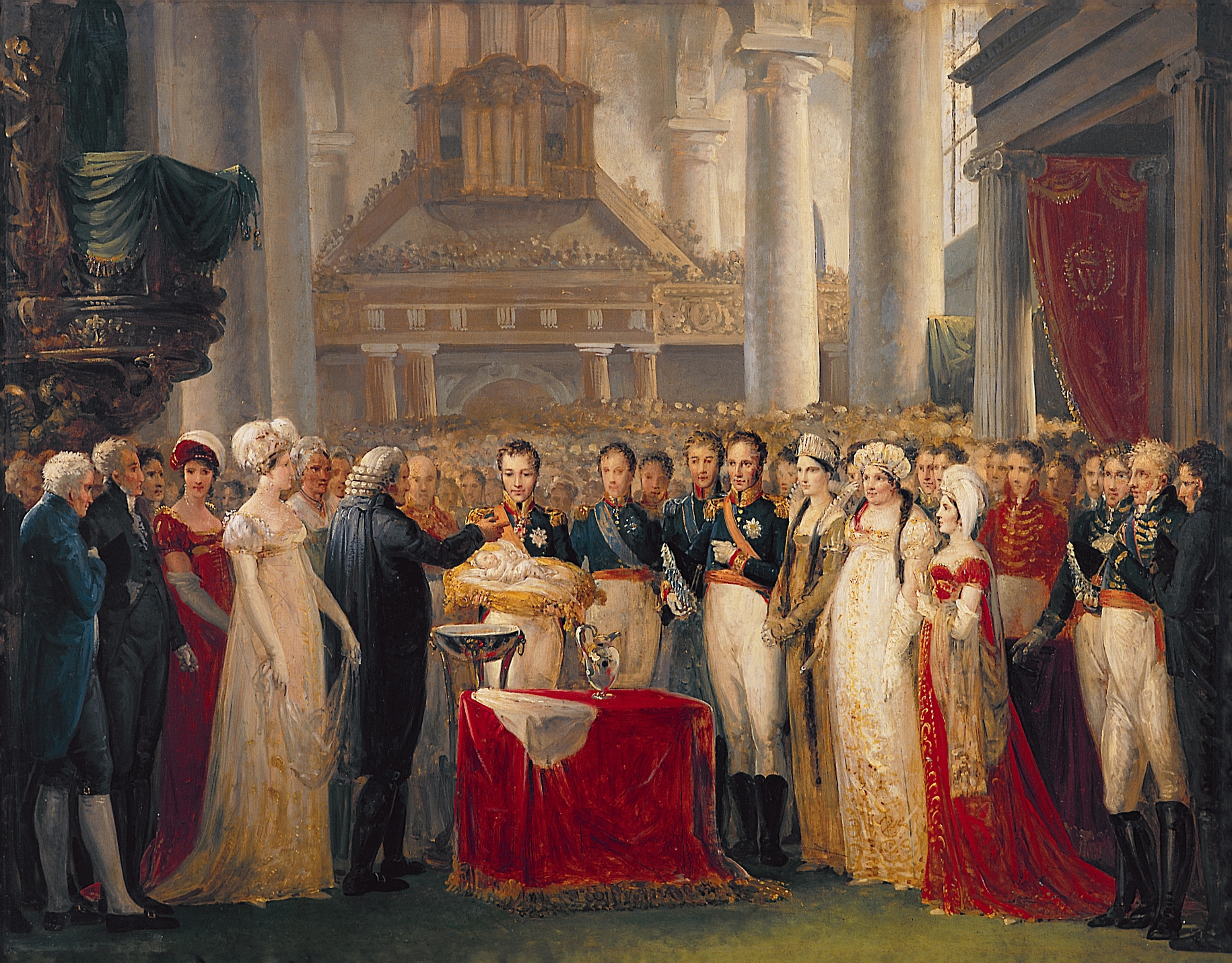
Крещение новорожденного принца Вильгельма Нидерландского (будущего короля Виллема III) в 1817 году